# Marcelo Santos
Marcelo Santos (Vitória), é um político brasileiro, filiado ao UNIÃO. Nas eleições de 2022, foi eleito deputado estadual pelo ES.